# リアル・チャンピオンシップ・レスリング
リアル・チャンピオンシップ・レスリング（Real Championship Wrestling、略称：RCW）は、アメリカ合衆国のメリーランド州ボルチモアを拠点としていたプロレス団体。

## 歴史
2009年6月14日、旗揚げ戦を開催。
2010年5月、フィラデルフィアのCZWとの合同興行を開催。
2012年10月6日、日本のREINA×WORLDの旗揚げ戦に協力。
11月3日、活動停止。

## タイトル
- RCWヘビー級王座
- RCWタッグ王座
- RCWクルーザー級王座